# Baía de São José
A baía de São José é uma baía do estado do Maranhão, no Brasil. Situa-se a leste da ilha de Upaon-Açu, próximo ao município de São José de Ribamar. É conectada à baía de São Marcos através do estreito dos Mosquitos.
O rio Munim deságua na baía de São José, entre as cidades de Axixá e Icatu.
Ao sul, está localizada a baía do Arraial. Nesta região, recebe a foz do rio Itapecuru, na forma de dois braços de rios denominados: Tucha e Mojó. Também recebe a foz do rio Perizes e do rio Tibiri. Algumas das ilhas existentes nessa área são: Medrosa, Maracanã (Bacabeira); do Mojó, Mãe D'Água, do Fogo (Rosário). 
Na região da foz dos rios Paciência e Santo Antônio, à nordeste, fica localizada a baía de Curupu, onde se localizam as ilhas de Curupu, Taputíua e Belizaro, vinculadas ao município de Raposa. 

A Área de Proteção Ambiental de Upaon-Açu-Miritiba-Alto Preguiças e parte da Reserva Extrativista Baía de Tubarão abrangem a baía, em um ambiente rico em biodiversidade marinha, com a presença de manguezais, além de espécies como o peixei-boi-marinho e aves migratórias.

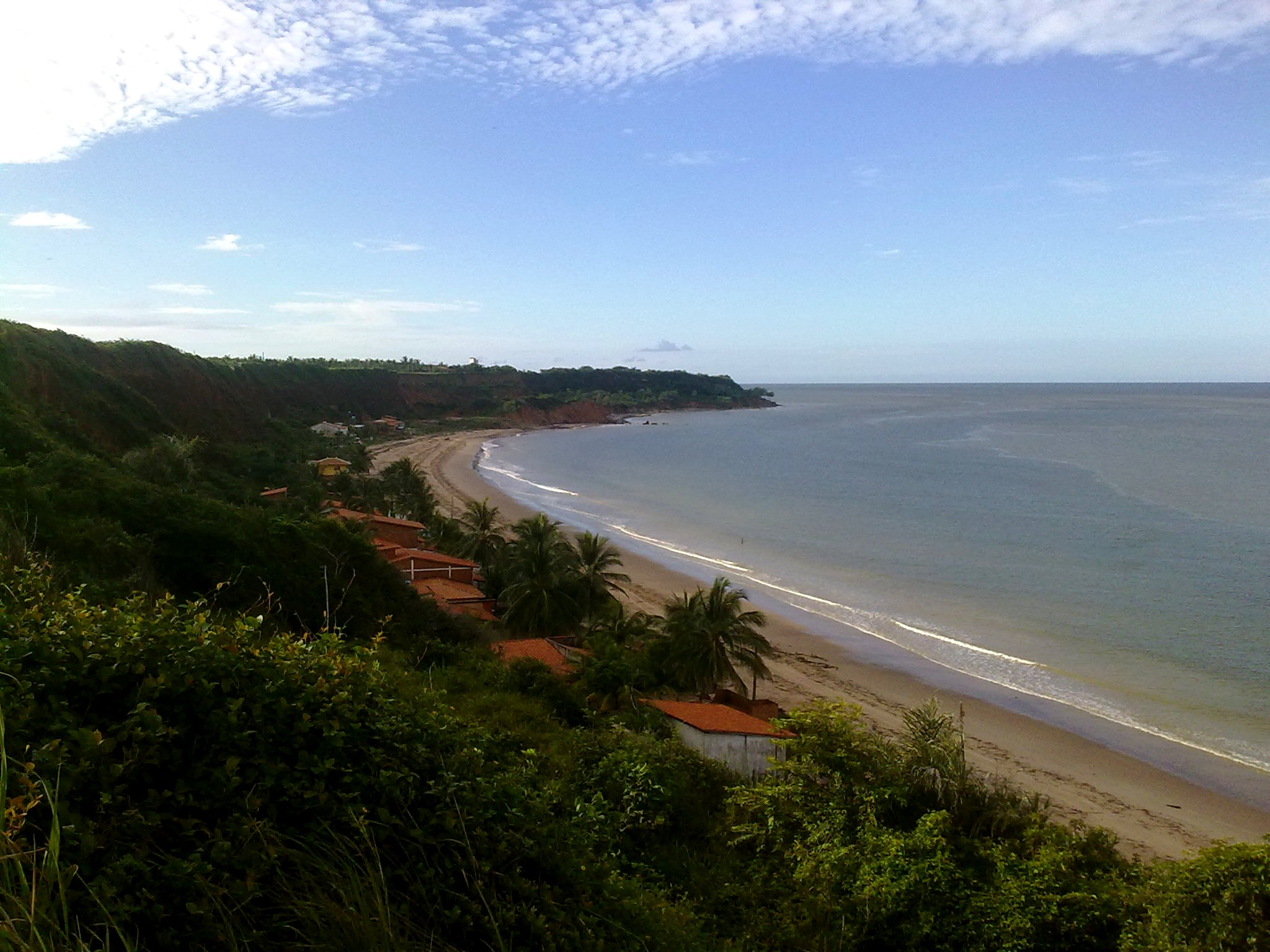
Praia de Ponta Verde, em São José de Ribamar